# Strada statale 680 San Zeno-Monte San Savino
La strada statale 680 San Zeno-Monte San Savino (SS 680), già nuova strada ANAS 6 San Zeno-Monte San Savino (NSA 6), è una strada statale italiana. Rappresenta un tronco intermedio del futuro itinerario di grande comunicazione noto come S.G.C. Grosseto-Fano (E78).

## Descrizione
L'arteria ha inizio nella periferia sud-occidentale di Arezzo, in località San Zeno, dove si stacca dalla strada statale 73 Senese Aretina, e percorre un tratto di Val di Chiana per circa 15 chilometri rimanendo parallela al percorso della SS 73, della quale costituisce in un certo senso una variante, prima di interrompersi, in prossimità del centro di Monte San Savino. I mezzi, giunti al termine della strada, sono condotti nuovamente sulla strada statale 73, diretta a Siena.
Le caratteristiche della strada sono quelle di una superstrada a due carreggiate separate da spartitraffico, ciascuna con due corsie di marcia e banchina pavimentata. Tali dovranno essere le caratteristiche che assumerà l'intero itinerario E78, una volta completato.
Nell'ambito del progetto della S.G.C. Grosseto-Fano (E78) è previsto il prolungamento di questa tratta verso nord, fino al bivio Olmo della strada statale 73 Senese Aretina.
Sempre nell'ambito del progetto S.G.C. Grosseto-Fano (E78) è in progetto il prolungamento di questa tratta anche verso sud, sino ad incontrare la strada statale 326 di Rapolano (il raccordo autostradale Siena-Bettolle). Attualmente le ipotesi di tracciato sono due: tratto ex novo verso Rigomagno Scalo (ipotesi osteggiata dagli enti locali), oppure complanare all'autostrada A1 tra gli svincoli di Bettolle-Valdichiana e di Monte San Savino.
La classificazione attuale è avvenuta nel 2005, e l'itinerario che definisce l'arteria è il seguente: "Innesto con la S.S. n. 73 presso S. Zeno - Monte S.Savino".

### Tabella percorso
| San Zeno-Monte San Savino |                                                     |      |           |                |
| Tipo                      | Indicazione                                         | km   | Provincia | Strada Europea |
|                           | Monte San Savino                                    | 0,0  | AR        |                |
|                           | Monte San Savino                                    | 1,7  | AR        |                |
|                           | Montagnano                                          | 3,2  | AR        |                |
|                           | Alberoro                                            | 7,7  | AR        |                |
|                           | Tegoleto                                            | 9,4  | AR        |                |
|                           | Area di servizio "Civitella" (solo carreggiata est) | 10,8 | AR        |                |
|                           | Pieve al Toppo                                      | 11,2 | AR        |                |
|                           | Senese Aretina San Zeno                             | 14,7 | AR        |                |